# 19801 Каренлеммон
19801 Каренлеммон (19801 Karenlemmon) — астероїд головного поясу, відкритий 1 вересня 2000 року.
Тіссеранів параметр щодо Юпітера — 3,294.